# Linia kolejowa Vienenburg – Goslar
Linia kolejowa Vienenburg – Goslar – niezelektryfikowana linia kolejowa w kraju związkowym Dolna Saksonia, w Niemczech. Łączy Vienenburg z Goslar. Na odcinku Oker - Goslar jest linią dwutorową. 